# А-3 (планёр)
А-3 — планёр конструкции К. К. Арцеулова, построенный в 1908.

## Конструкция
Размах крыла собственного «вихревого» профиля 5 метров с площадью несущей поверхности 9 м{\displaystyle ^{2}}. Не имел кабины.

## История
На своём третьем планере А-3 К. К. Арцеулову удалось выполнить четыре кратковременных подлёта с горы Куш-Кая в окрестностях Феодосии. В пятом полёте планер потерпел аварию и не восстанавливался.

## Факты
Есть также линейка планеров с аналогичным названием О. К. Антонова, которого с К. К. Арцеуловым связывали длительные деловые и дружеские отношения. Планёр с таким наименованием является дальнейшим развитием планёра А-2.